# Mental Demise
Mental Demise — український грайнд-дез колектив із Лисичанська, заснований 1995 року.

## Літопис
Колектив був сформований Fester у травні 1995 року. 1997 році було видано перше демо «Utopia of Existence». Перший склад сформували Fester, Tom Grinder і Toukan. У липні 1997-го до MD приєднався Old, було розпочато роботу над новим матеріалом. Перший повноформатник «Psycho-Penetration» було записано в лютому 1998 року, диск складався з 9-трекового інтенсивного брутал death/grind із концептуальною психоделічною лірикою. Матеріал було видано на Moon Records. У березні 1998-го приєднався гітарист Юрій «Pinky» Лисяк, колектив відіграв 25 концертів на підтримку «Psycho-Penetration» в різних містах східної України. Весною 2000-го в студії «Vaginal Suckers» проведено запис нового промо матеріалу до EP «Credo Quia Absurdum ..?». Під час студійної сесії гурт покидає Toukan, якому знаходять заміну в особі Bolt (S. Vitkovsky). На підтримку нового матеріалу було здійснено мінітур по Білорусі (листопад 2001) разом із Hate. Окремі виконавці «Mental Demise» є організаторами фесту екстремальної музики «Metal Heads Mission» в котрому колектив неодноразово брав участь.

## Склад
- Олександр «Fester» Андрійчев — вокал, гітара (1995 — понині)
- Юрій «Pinky» Лисяк — гітара (1998 — понині)
- Сергій «Beast» Іофик — бас

### Колишні учасники
- Олександр «Old» Поляков — вокал (1997—2007)
- Toukan — бас (1995—2000)
- Євген «Tom Grinder» Шикаревський — (ударні 1995—2006)
- Сергій «Bolt» Вітковський — бас (сесійно, від 2001)
- Олександр «Silver» Шкіря — ударні (від 2006)
- Андрій «Sadist» Буровенко — вокал (від 2007)

## Дискографія

### Альбоми
- Psycho-Penetration (1998)
- Disgraceful Sores (2004)
- Final Step to Future Madness (2009)

### Демо, компіляції
- Utopia of Existence (демо, 1997)
- Credo Quia Absurdum..? (EP, 2000)
- Psycho-Penetration / The Inexperienced Butcher (спліт з Mentality, 2000)
- Stay Sick and Kill the Religion! (спліт з Entrails Putrefaction, 2001)
- Psycho-Penetration / Odurmanization (спліт з Datura, 2002)
- Consumation (демо, 2003)
- Psycho-Penetration / Credo Quia Absurdum…? (компіляція, 2007)